# 日本技能検定協会連合会
日本技能検定協会連合会（にほんぎのうけんていきょうかいれんごうかい）は、技能審査事業の普及と向上などにより、生涯学習の振興に寄与することを目的として、1966年（昭和41年）に設立された団体。社会教育団体振興協議会の加盟団体の一つ（2008年4月1日現在）。

## 事業内容
各種の技能の検定（以降、本記事では「技能検定」と表記するが、国家検定制度の技能検定とは異なる）の普及や、検定を実施する団体の援助や指導、団体相互間の連絡や調整、技能検定に関する資料『技能検定・日程表』の刊行、その他必要な事業を行う。

## 基本データ
- 会長：赤尾文夫
- 職員：事務局員2名
- 所在地：東京都新宿区横寺町55　公益財団法人日本英語検定協会内

## 会員
2008年現在、各種の技能検定を主催する14団体（21種類の検定を実施）が会員となっている。
- 公益財団法人日本英語検定協会：英語検定
- 財団法人日本書写技能検定協会：硬筆書写技能検定、毛筆書写技能検定
- 社団法人日本速記協会：速記検定
- 財団法人日本編物検定協会：毛糸編物検定、レース編物検定
- 財団法人実務技能検定協会：秘書検定、レタリング検定、トレース検定、ラジオ・音響検定、ディジタル検定
- 財団法人フランス語教育振興協会：フランス語検定
- 学校法人香川栄養学園家庭料理技能検定事務局：家庭料理技能検定
- 財団法人日本スペイン協会：スペイン語検定
- 財団法人日本漢字能力検定協会：漢字能力検定
- 社団法人日本工業英語協会：工業英語検定
- 財団法人画像情報教育振興協会：画像情報技能検定（CG部門）
- 財団法人専修学校教育振興会：情報処理活用能力検定、ビジネス能力検定
- 社団法人全国服飾教育者連合会：ファッションコーディネート色彩能力検定
- 社団法人全国経理教育協会：簿記能力検定